# جون هاسيغاوا
جون هاسيغاوا (بالإنجليزية: Jun Hasegawa)‏ هي عارضة أمريكية، ولدت في 5 يونيو 1986 في نيوهامبشير في الولايات المتحدة.

## وصلات خارجية
- جون هاسيغاوا على موقع IMDb (الإنجليزية)
- جون هاسيغاوا على موقع روتن توميتوز (الإنجليزية)
- جون هاسيغاوا على موقع ألو سيني (الفرنسية)
- جون هاسيغاوا على موقع قاعدة بيانات الفيلم (الإنجليزية)
- جون هاسيغاوا على موقع كينوبويسك (الروسية)